# Steinberge
Rakouské pohoří Steinberge jsou vlastně dva samostatné vápencové masivy. Na severu je to Loferer Steinberge (Grosses Ochsenhorn 2513 m n. m.) a na jihu Leoganger Steinberge (Birnhorn 2634 m n. m.). Oba masivy jsou si v mnohém podobné. Oba tvoří zhruba 10 km dlouhý hřeben končící na západě v údolí Pillersetal. V oblasti je množství zajištěných cest. Běžné je zde velké převýšení, které plyne z hluboko zaříznutých údolí. Nejvyšším vrcholem je pyramida Birnhorn (2634 m n. m.).

## Poloha
Steinberge je doslova kapesní pohoří s rozlohou 350 km². Leží na území Rakouska ve spolkové zemi Salcbursko v oblasti zvané Pinzgau. Řeka Saalach odděluje Steinberge na východě od Berchtesgadenských Alp, údolí potoka Lofer Bach tvoří severní hranici. Tok Tiroler Ache ohraničuje západ pohoří a říčka Pillersee Ache odděluje Steinberge na jihu od masivů Kaisergebirge a Kitzbühelských Alp.

## Geologie
Zeměpisný základ Steinberge začíná asi kolem 600 metrů hluboko a je tvořený neproniknutelným typem břidlicové horniny, tzv. „Werfener Schiefer“. Tato vlastnost poskytuje linii mnoha tokům a říčkám a je typická pro mnoho alpských skupin Severních vápencových Alp. Následující vrstvení je komplikované, ale sestává hlavně z dolomitu, který je pak následován (po dalších asi 2000 metrech) vrstvou Dachsteinského vápence, který je až 500 metrů silný. V době ledové eroze vápence transformovaly oblast jako krasovou krajinu (Grosse Wehrgrube pod východními stěnami Reifhorneru je příklad ve skupině Loferer Steinberge). Rostlinstvo na těchto krasových polích je rozptýlené a velké doliny a další formy eroze vápence jsou zde často viditelné. V Leoganger Steinberge pramení potok Birnbach. Jeho obrovský zdroj, známý jako „Birnbachloch“ leží přímo pod jižní stěnou Birnhornu a je chráněný jako přírodní památka. Nejhlubší krasová jeskyně na světě (1 500m) zvaná Lamprechtshohle leží na východní straně Leoganger Steinberge blízko vesnice Weissbach. Její skutečný rozměr ještě nebyl dostatečně prozkoumán, ale vědci doposud zmapovali 45 km tunelů a štol. Části Lamprechtshohle jsou otevřené pro veřejnost.

## Historie
Horolezecké aktivity v pohoří Steinberge začaly v třicátých letech 19. století. První doložený výstup byl na Birnhorn a to Thurwieserem a Stachelsbergerem 2. září 1831. Do konce století byly všechny nejvyšší vrcholy zlezeny (například Grosse Hinterhorn v 1833 také od Thurwieserem nebo Grosses Ochsenhorn v roce 1897 Cranzem). V následujících letech začala éra náročných výstupů, zvláště pak v Loferer Steinberge, byly přelezeny horolezci jako Willy Merkl (zemřel v roce 1934 na Nanga Parbatu). Zatímco tyto výstupy často překonávaly obtížnost V.UIAA, válka zde nakonec ukončila lezecký vývoj na dlouhé roky. Koncem padesátých let Steiberge znovu získaly popularitu. Sedmdesátá léta byla obzvláště produktivní. V této době se zde povedlo celkem hodně výstupů v rozsahu mezi VI- VII-.UIAA.

## Turistika

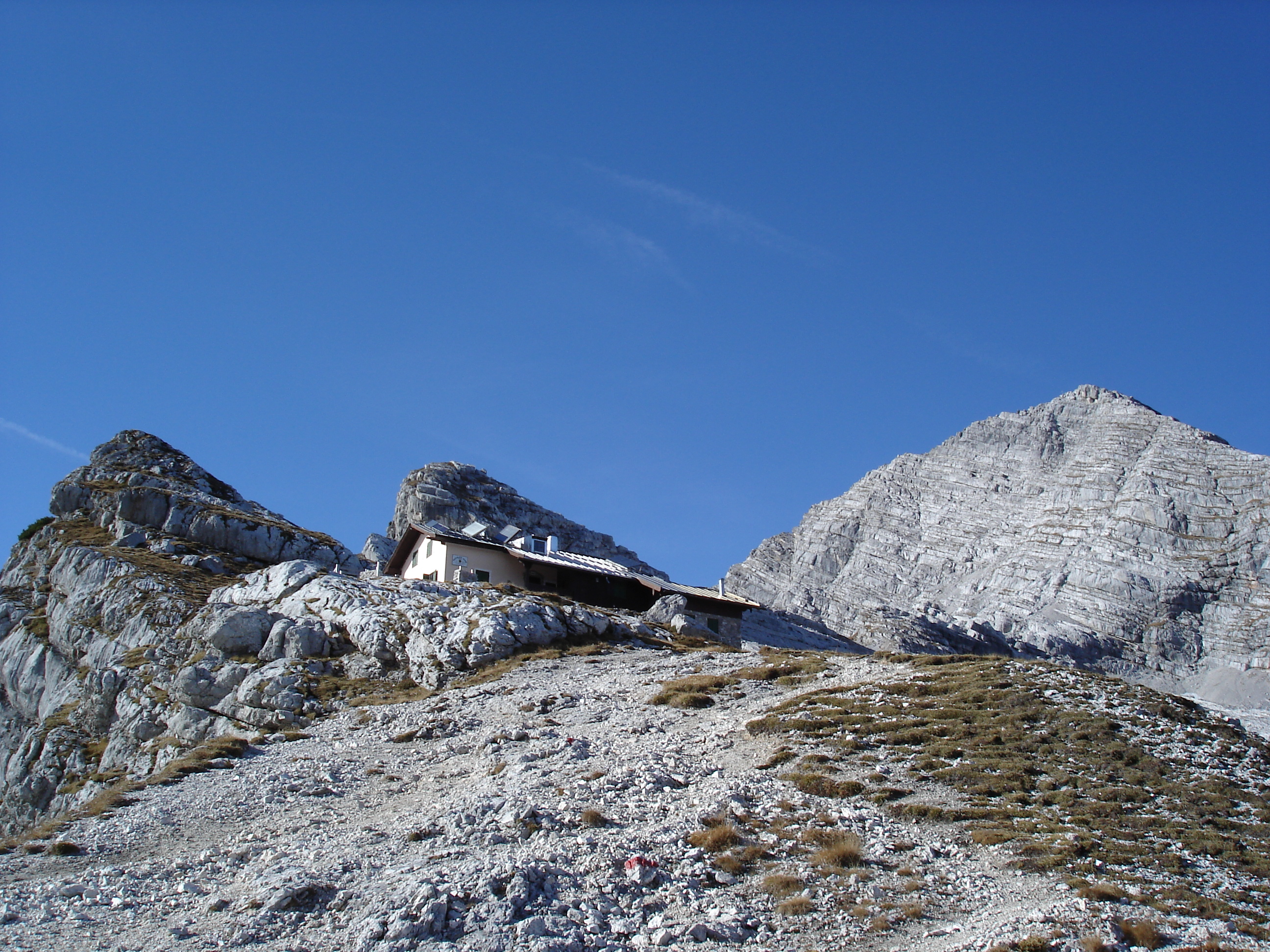
Birnhorn a chata Passauer Hütte

Vzhledem k tomu, že Steinberge tak strmě překonávají údolí, která je obklopují, nejsou v oblasti běžná lyžařská střediska (pouze Skihorndl). Turistům jako opora v horách slouží jen dvě horské chaty. V oblasti Leoganger Steinberge je to Passauer Hütte (2 017 m n. m.) a v Loferer Steinberge je to chata Schmidt-Zabierow Hütte (1 966 m n. m.) Cesty na mnohé vrcholy jsou uměle zajištěné a jsou určeny jen zkušenějším turistům. Chaty jsou běžně dostupné po upravených horských chodnících. V pohoří Steinberge si přijdou na své i horolezci. Hodně výstupů se zde svou náročností pohybuje mezi III- a VI+ UIAA. Některé výstupy jsou docela dlouhé, jako např. originální cesta přímo jižní stěnou Birnhornu (1400 metrů, IV+) nebo jihovýchodní pilíř hory Mittleres Ochsenhorn (850 metrů, VI). Nejhodnotnější výstupy novodobého typu se nacházejí v hřebeni Mitterhornkamm v Leoganger Steinberge (například Fahnenkopfle - Východní stěna: 250 metrů, VII+). Co se týče zajištěných cest, jsou v pohoří Loferer Steinberge dvě. Via Ferrata „Nackter Hund Klettersteig“ (UIAA III) vedoucí na vrchol Grosses Hinterhorn. Další populární zajištěnou cestou je Nuaracher Höhenweg překonávající v hřebeni sedm vrcholů vyšších než 2 000 m n. m.

## Významné vrcholy

### Loferer Steinberge
- Grosses Ochsenhorn (2513 m n. m.)
- Grosses Hinterhorn (2504 m n. m.)
- Grosses Reifhorn (2487 m n. m.)
- Nackter Hund (2372 m n. m.).

### Leoganger Steinberge
- Birnhorn (2634 m n. m.)
- Kuchlhorn (2500 m n. m.)
- Schafspitze (2455 m n. m.)
- Hochzint (2243 m n. m.)